# 텍사스 독립 선언

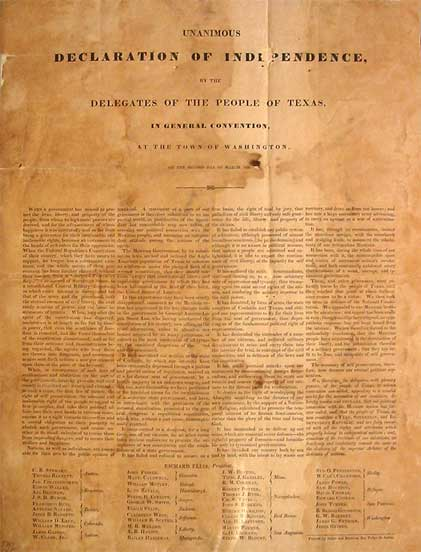
텍사스 독립 선언문

텍사스 독립 선언(Texas Declaration of Independence)은 텍사스 혁명 중 멕시코에서 텍사스 공화국의 공식적인 독립 선언을 가리킨다. 워싱턴 온 더 브라조스의 1836년 회담에서 채택되어 1836년 3월 2일 서명되었다.

## 배경
1835년 10월, 멕시코령 텍사스의 주민들은 텍사스 혁명을 시작했다.
그러나 텍사스 내에 텍사스 혁명의 궁극적인 목적을 제대로 이해하지 못했다. 어떤 이들은 그 목표가 멕시코로부터 완전한 독립이라고 믿었으며, 다른 사람들은 당시 중앙집권주의를 지향하는 멕시코 정부보다 훨씬 자유로운 1824년 멕시코 헌법을 구현하는 것이라고 믿었다. 이 문제를 해결하기 위해 1836년 회담이 소집되었다.
이 회담은 1832, 1833년, 1835년의 자문회의와는 성격을 달리하는 것이었다. 비록 1835년 전투 중 한 두번씩은 참가하기는 했지만, 1836년의 회담에서 많은 대표단들이 텍사스에 막 이주해온 젊은이들이었다. 대표단 대다수가 전쟁파였고, 텍사스가 멕시코에서 독립을 해야 한다는 단호한 입장을 고수하고 있었다. 41명의 대표단이 2월 28일 워싱턴 온 더 브라조스에 도착을 했다.

## 전개
그 회담은 3월 1일 리처드 엘리스를 의장으로 하여 진행되었다. 대표단은 독립선언의 초안을 마련하기 위해 5인 위원회를 선출했다. 위원은 조지 차일드레스가 이끌었고, 에드워드 콘래드, 베일리 하드맨, 그리고 콜린 맥킨니로 구성되어 있다. 그 중에서 맥킨니는 위원회 중 최고령인 70세였다. 그들 위원은 하루 만에 초안을 작성했으며, 대부분 차일드레스가 작성한 초안을 본회의가 열리기 전에 역사학자들에게 검토를 하게 했다.
선언은 3월 2일 이견없이 승인되었다. 주로 존 로크와 토머스 제퍼슨의 저서에 토대를 두었고, 그 선언은 다음과 같이 공표하며, 독재에 불만을 표했다. 이 선언으로 공식적으로 텍사스 공화국이 공식적으로 성립된다.
“멕시코 정부는 정당한 권력이 파생되는 국민의 생명과 자유와 재산을 보호하기를 포기하고, 폭제와 억압을 했다.”
특히 멕시코에서 분리되는 것에 대해서는 다음과 같은 이유를 대의명분으로 세웠다.
- 연방 공화국을 세운 멕시코의 1824년 헌법은 불법적으로 폐지하고 안토니오 로페스 데 산타 안나 하에서 중앙집권주의의 군사 독재 정치로 변화했다.
- 멕시코 정부는 텍사스에 이주민을 불러들여 헌법이 보장하는 자유와 공화제의 정부를 약속했지만, 이 보증을 위반했다.
- 텍사스는 코아우일라이테하스 주로 멕시코 코아우일라주와 합병했지만, 그 때문에 텍사스는 너무 멀리 떨어진 살틸로(Saltillo, 코아우일라 테하스 주도)로 수도가 결정되었다.
- 정착민들은 이전부터 잘 알고 있었던 "무기를 가질 권리" "배심원 재판을 받을 권리" 등의 정치적인 권리가 부정되었다.
- 공립 교육 시스템이 확립되어 있지 않다.
- 이주민들은 종교의 자유가 허용되지 않았다.

미국의 독립 선언을 토대로 하여, 텍사스의 선언은 미국의 정치 원리에서 많은 기념할만한 표현이 포함하고 있다.

## 서명

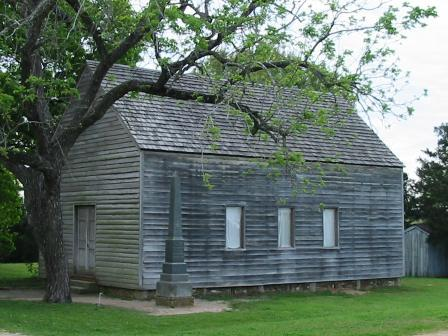
워싱턴 온 더 브라조스의 독립선언이 선언되었던 건물 복제품, "여기에서 나라가 탄생하다!"라는 안내문구가 있음

텍사스 공화국

59명이 독립선언에 서명하였다. 그들 중 10명은 텍사스에서 60년 이상을 살아왔으며, 1/4은 이주한지 1년도 채 되지 않는 사람들이었다.
- 레처드 엘리스, 의장 - 레드 리버 대표단
- 찰스 B. 스튜어트
- 호세 프란치스코 루이즈
- 호세 안토니오 나바로
- 로렌조 데 자발라
- 조지 W. 스미드
- 제스 그림스
- 새뮤얼 로즈 피셔
- 새뮤얼 A. 매버릭 (벤자)
- 앤드류 브리스코
- 제임스 B. 우즈
- 에드윈 월러
- 아사 브리그햄
- 조지 C. 차일드레스
- 베일리 하드맨
- 로버트 포터
- 토머스 제퍼슨 러스크
- 콜린 맥킨니
- 에라스투스 스미스 (엘 소르도로 알려짐)
- 샘 휴스턴
- 데이브드 토마스
- 마틴 파머
- 에드윈 O. 라그란드
- 윌리엄 클라크 주니어

## 같이 보기
- 텍사스 독립기념일